# Juana Molina
Juana Molina (Manilla, 20 oktober 1883 - aldaar, 16 mei 1930) was een Filipijnse sopraan. 

## Carrière
Juana begon haar zangcarrière op 14-jarige leeftijd in het koor van Spaanse shows. Na een zes maanden durende stage werd ze toegelaten tot het koor van Quiapo Church. Haar eerste optreden was een zarzuela-uitvoering genaamd The Last Farewell of Rizal. Na verloop van tijd schreef ze ook haar eigen zarzuelas. Ze speelde in de eerste Tagalog opera in augustus 1901 met in het publiek onder andere gouverneur-generaal William Howard Taft. Met het toneelproductie bedrijf van Julian Benito trad ze op in toneelstukken op het platteland. Het bedrijf werd op den duur echter overschaduwd door dat van Severino Reyes. In de periode 1910 tot 1915 beleefde ze een periode van hernieuwde populariteit toen ze acteerde in stomme films.